# Radioactive (canção de Imagine Dragons)
"Radioactive" é uma canção do grupo musical norte-americano Imagine Dragons, presente no seu álbum de estreia Night Visions (2013). Foi escrita e produzida por Alex da Kid, com o auxílio do grupo e de Josh Mosser na composição. A música esteve presente primariamente no extended play Continued Silence (2012), e foi enviada originalmente para as rádios norte-americanas a 29 de outubro de 2012 e novamente a 9 de abril de 2013, com o primeiro lançamento servindo como single de avanço do primeiro disco de estúdio da banda. Em 3 de maio do mesmo ano, ocorreu o seu lançamento em formato físico. A sua gravação decorreu entre agosto de 2011 e janeiro de 2012, no estúdio Westlake Recording Studios, em West Hollywood, Califórnia.
Em termos musicais, "Radioactive" é canção de rock alternativo e eletrônico de andamento moderado que incorpora gêneros como o dubstep e o pop, e apresenta batidas poderosas e vocais intensos. Considerada uma faixa obscura pelos críticos, a sua instrumentação consiste no uso de bateria, baixo e acordes de guitarra, enquanto que a sua letra explora temas enigmáticos como o apocalipse e o revolucionarismo. "Radioactive" obteve análises positivas da mídia especializada, a qual prezou sua produção e a reconheceram como uma das melhores canções do disco. A canção recebeu duas nomeações à 56.ª edição dos Grammy Awards, inclusive na categoria de "Gravação do Ano".
Comercialmente, o single também obteve êxito, liderando a tabela musical da Suécia e qualificando-se entre as dez melhores posições na Alemanha, na Austrália, na Áustria, no Canadá, na Dinamarca e na Nova Zelândia. Nos Estados Unidos, tornou-se o primeiro da banda a atingir o top dez na Billboard Hot 100. Além disso, estabeleceu-se como a mais lenta ascensão ao top cinco na história, tendo levado 42 semanas para o alcançar, bem como o que mais permaneceu na tabela, com um total de 87 semanas. A pista terminou o ano como a terceira mais bem-vendida no país, com mais de 5.500 milhões de unidades. Até maio de 2014, havia vendido mais de sete milhões de cópias nos Estados Unidos e mais de dez milhões mundialmente, tornando-se um dos singles mais vendidos do mundo.
O vídeo musical correspondente foi dirigido por Syndrome e estreou em 10 de dezembro de 2012, através da plataforma Vevo. Conta com a participação dos atores Lou Diamond Phillips e Alexandra Daddario, e o seu enredo gira em torno de uma jovem, personagem de Alexandra, que vai até um misterioso duelo de marionetes para salvar seus amigos, onde o seu urso de pelúcia cor de rosa enfrenta o campeão da luta, Gorigula, uma fera de cor púrpura. Embora esteja a perder a batalha no início, o urso nocauteia Gorigula e a moça acaba por salvar o seus amigos do local onde estavam aprisionados. No final, o personagem de Diamond Phillips é atacado por outros bichos de pelúcia que haviam sido derrotados anteriormente. Como forma de divulgação, o grupo apresentou "Radioactive" em programas televisivos como Saturday Night Live e Jimmy Kimmel Live!. A música foi regravada por vários cantores, incluindo Jason Derulo e o grupo Daughtry, além de ter sido relançado em um remix no Norte da América com o rapper Kendrick Lamar.

## Faixas e formatos
A versão single de "Radioactive" contém duas faixas, a original e uma remistura adicional.
| CD single      |                             |         |  |
| N.º            | Título                      | Duração |  |
| 1.             | "Radioactive"               | 3:07    |  |
| 2.             | "It's Time" (Bastile Remix) | 3:30    |  |
| Duração total: | Duração total:              | 6:37    |  |

## Desempenho

### Longevidade
Na semana de 19 de fevereiro de 2014, a canção ultrapassou "I'm Yours" (2008), de Jason Mraz, e se tornou a música com maior longevidade de toda a história da parada Billboard Hot 100. Sobre o fato, o vocalista da banda, Dan Reynolds, disse: "É inacreditável. Há poucas coisas mais gratificantes para um artista do que ver a sua música ter longevidade. Porém, nós nunca esperaramos ver uma de nossas músicas assim. As pessoas parecem estar se conectando a ela de forma pessoal, o que é exatamente o que nós esperávamos. Nós estivemos na estrada e focados na turnê por um longo tempo. A certa altura, começamos a perceber que a música foi assumindo vida própria". Em agosto de 2021, "Radioactive" deixou de ter essa distinção, uma vez que foi ultrapassada por Blinding Lights, um mega-êxito do cantor The Weeknd.

### Posições nas paradas
| Tabela musical (2012-2013)                                    | Melhor posição |
| ------------------------------------------------------------- | -------------- |
| Alemanha (Media Control AG)                                   | 4              |
| Austrália (ARIA Charts)                                       | 6              |
| Áustria (Ö3 Austria Top 75)                                   | 4              |
| Bélgica (Airplay Chart top 50 de Flandres)                    | 11             |
| Bélgica (Airplay Chart top 40 da Valónia)                     | 15             |
| Canadá (Canadian Hot 100)                                     | 5              |
| Dinamarca (IFPI Dinamarca)                                    | 6              |
| Eslováquia (Federação Internacional da Indústria Fonográfica) | 39             |
| Escócia (Scottish Singles and Albums Charts)                  | 13             |
| Espanha (Productores de Música de España)                     | 22             |
| Estados Unidos (Billboard Hot 100)                            | 3              |
| Estados Unidos (Mainstream Top 40)                            | 2              |
| Estados Unidos (Adult Contemporary Songs)                     | 20             |
| Estados Unidos (Alternative Songs)                            | 1              |
| Estados Unidos (Rock Songs)                                   | 1              |
| França (Syndicat National de l'Édition Phonographique)        | 28             |
| Irlanda (IRMA Singles Chart)                                  | 16             |
| Luxemburgo (Luxembourg Digital Songs)                         | 3              |
| Nova Zelândia (NZ Top 40 Singles Chart)                       | 4              |
| Noruega (VG-Lista)                                            | 2              |
| Países Baixos (MegaCharts)                                    | 42             |
| Chéquia (IFPI Česká Republika)                                | 11             |
| Reino Unido (UK Singles Chart)                                | 12             |
| Suécia - Swedish Recording Industry Association               | 1              |
| Suíça (Schweizer Hitparade)                                   | 5              |
| União Europeia (Euro Digital Songs)                           | 8              |

| Tabela musical (2013)                        | Posição |
| -------------------------------------------- | ------- |
| Canadá - Canadian Hot 100                    | 9       |
| Estados Unidos - Billboard Hot 100           | 3       |
| Estados Unidos - Billboard Rock Songs        | 1       |
| Estados Unidos - Billboard Alternative Songs | 1       |
| Estados Unidos - Billboard Pop Songs         | 7       |
| Nova Zelândia - NZ Top 40 Singles Chart      | 7       |
| Reino Unido - UK Singles Chart               | 30      |

| País           | Provedor     | Certificação |
| -------------- | ------------ | ------------ |
| Alemanha       | BVMI         | Platina      |
| Austrália      | ARIA         | 3× Platina   |
| Áustria        | IFPI         | Ouro         |
| Canadá         | Music Canada | 3× Platina   |
| Dinamarca      | IFPI         | 3× Platina   |
| Estados Unidos | RIAA         | Diamante     |
| Noruega        | IFPI         | 5× Platina   |
| Nova Zelândia  | RIANZ        | 4× Platina   |
| Reino Unido    | BPI          | Platina      |
| Suécia         | GLF          | 3× Platina   |
| Suíça          | IFPI         | Platina      |

## Créditos
Todo o processo de elaboração atribui os seguintes créditos pessoais:
- Dan Reynolds - vocais, composição, , produção vocal;
- Wayne Sermon - guitarra, composição;
- Ben McKee - baixo, composição;
- Daniel Platzman - bateria, viola, composição;
- Josh Mosser - composição, gravação;
- Alex da Kid - composição, produção;
- J Browz - guitarra adicional;
- Manny Marroquin – mistura;
- Joe LaPorta – masterização.

## Histórico de lançamento
| País           | Data                  | Formato           | Editora discográfica |
| -------------- | --------------------- | ----------------- | -------------------- |
| Estados Unidos | 29 de Outubro de 2012 | Rádio modern rock | Interscope           |
| Estados Unidos | 9 de Abril de 2013    | Rádio mainstream  | Interscope           |
| Alemanha       | 9 de Maio de 2013     | CD single         | Interscope           |